# Otto Weinreich
Otto (Karl) Weinreich (* 13. März 1886 in Karlsruhe; † 26. März 1972 in Tübingen) war ein deutscher Klassischer Philologe.

## Leben und Wirken
Otto Weinreich besuchte von 1892 bis 1895 die Knabenvorschule Karlsruhe und von 1895 bis 1904 das Gymnasium in Karlsruhe. Er machte 1904 das Abitur und studierte von 1904 bis 1909 an der Universität Heidelberg Klassische Philologie. Seine akademischen Lehrer waren Friedrich von Duhn und Albrecht Dieterich. In Heidelberg wurde er 1908 promoviert mit der Arbeit über Antike Heilungswunder. Im Jahre 1909 absolvierte er die Prüfung für das Lehramt an höheren Schulen in den Fächern Griechisch, Latein und Deutsch. Ab 1908 war Weinreich Assistent am archäologischen Institut der Universität Heidelberg. Von Herbst 1911 bis Dezember 1913 führte ihn das Reisestipendium des Deutschen Archäologischen Instituts nach Griechenland, Kleinasien und Italien. Im Sommer 1912 vertrat er den Bibliothekar des Deutschen Archäologischen Instituts in Athen. Ab Januar 1914 gab Weinreich im Auftrag der Preußischen Akademie der Wissenschaften einen Band mit griechischen Inschriften heraus. 1914 war er als Assistent an der Universität Halle tätig. In Halle erfolgte im selben Jahr auch seine Habilitation mit der Arbeit De dis ignotis observationes selectae. 1916 wurde Weinreich auf ein Extraordinariat für Klassische Philologie an der Universität Tübingen berufen.
Vom 1. April bis 30. August 1918 wurde er ordentlicher Professor in Jena, zum 1. September 1918 wechselte er nach Heidelberg. Im Jahr 1921 wurde Weinreich als ordentlicher Professor Nachfolger von Gotthold Gundermann an der Universität Tübingen. Einen Ruf nach Halle lehnte er 1931 ab. Zum 1. Mai 1937 trat er in die NSDAP ein. Im Jahr 1954 wurde er emeritiert. Zwei Jahre später wurde ihm das Große Verdienstkreuz der Bundesrepublik Deutschland verliehen. Weinreich war Mitglied der Heidelberger Akademie der Wissenschaften.
Sein Forschungsschwerpunkt war neben der Epigraphik und Paläografie vor allem die Religionsgeschichte. Er strebte eine Verbindung von Ethnologie und Klassischer Philologie an, veröffentlichte aber auch Arbeiten zur schwäbischen Volkskunde. Beachtung in Fachkreisen fanden auch seine Studien zur griechischen und lateinischen Literatur (Die Distichen des Catull, 1926, Nachdruck 1972; Der griechische Liebesroman, 1962). Zwischen 1916 und 1939 gab er die Bände 16 bis 27 der Religionsgeschichtlichen Versuche und Vorarbeiten heraus. Von 1927 bis 1961 war er Mitherausgeber der Tübinger Beiträge zur Altertumswissenschaft. Von 1916 bis 1938 war er Herausgeber des Archivs für Religionswissenschaft, bis 1922 allein, von 1923 bis 1935 zusammen mit Martin Persson Nilsson und von 1936 bis 1938 zusammen mit Friedrich Pfister. Seine Übersetzungen römischer Satiren sowie sämtlicher Gedichte Catulls erschienen in der Bibliothek der Alten Welt.
Er heiratete 1919 in Heidelberg und hatte drei Kinder.

## Schriften
Monographien

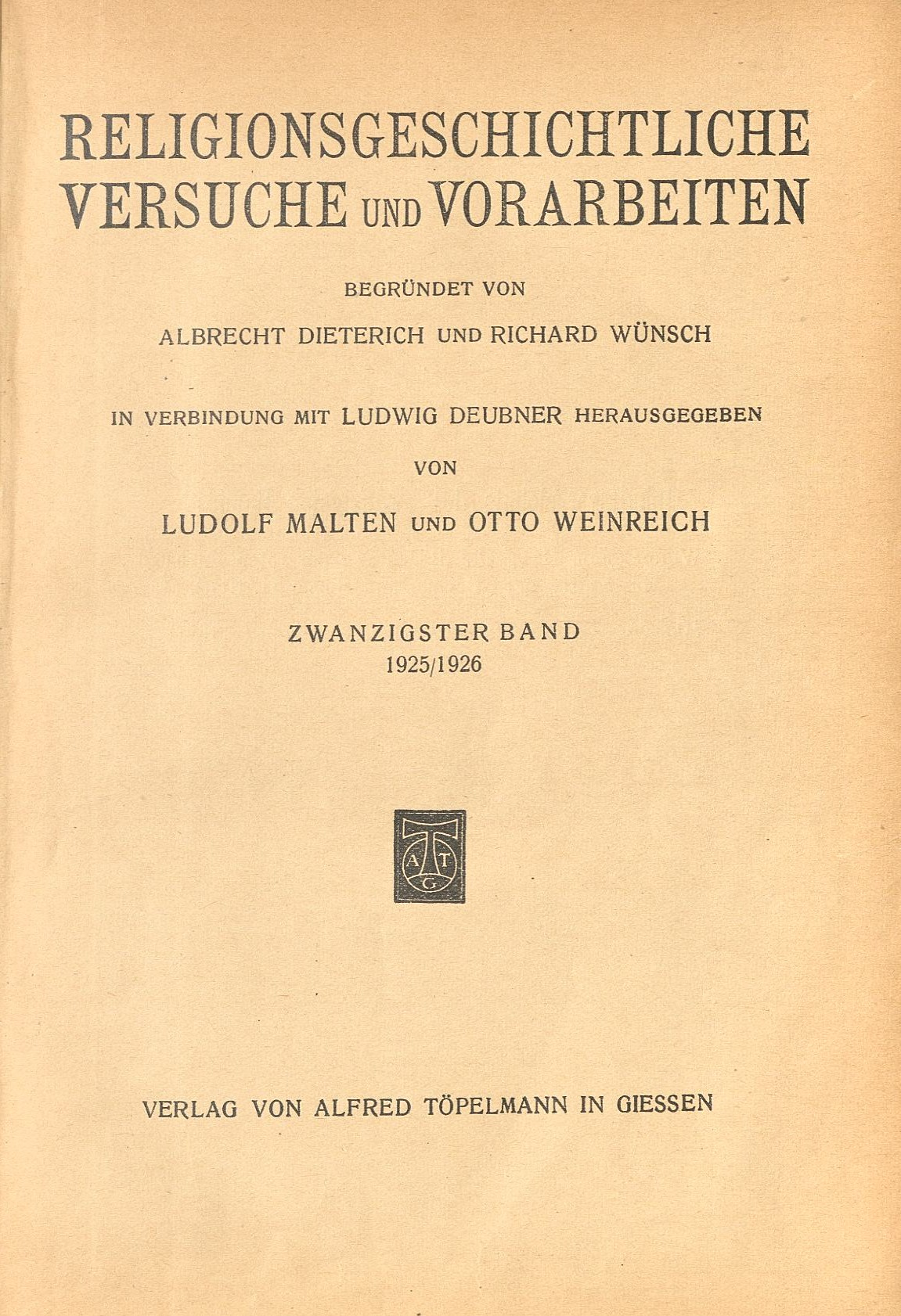
Religionsgeschichtliche Versuche und Vorarbeiten 20. Band 1925/1926

- Antike Heilungswunder: Untersuchungen zum Wunderglauben der Griechen und Römer (= Religionsgeschichtliche Versuche und Vorarbeiten. Bd. 8,1). Töpelmann, Gießen 1909 (Nachdruck 1969).
- Der Trug des Nektanebos. Wandlungen eines Novellenstoffes. Teubner, Leipzig/Berlin 1911.
- Lykische Zwölfgötterreliefs. Untersuchungen zur Geschichte des dreizehnten Gottes (= Sitzungsberichte der Heidelberger Akademie der Wissenschaften, Philosophisch-Historische Klasse. Jahrgang 1913, Nummer 5). Winter, Heidelberg 1913, DOI:10.11588/diglit.33048 (Open Access).
- De dis ignotis observationes selectae. Halle 1914 (zugleich Habilitationsschrift, Universität Halle 1915).
- Triskaidekadische Studien. Beiträge zur Geschichte der Zahlen (= Religionsgeschichtliche Versuche und Vorarbeiten. Band 16,1). Töpelmann, Gießen 1916 (Nachdruck 1967).
- Stiftung und Kultsatzungen eines Privatheiligtums in Philadelpheia in Lydien (= Sitzungsberichte der Heidelberger Akademie der Wissenschaften, Philosophisch-Historische Klasse. Jahrgang 1919, Nummer 16). Winter, Heidelberg 1919, DOI:10.11588/diglit.37693 (Open Access).
- Senecas Apocolocyntosis. Die Satire auf Tod, Himmel- und Höllenfahrt des Kaisers Claudius. Einführung, Analyse und Untersuchungen, Übersetzung. Weidmann, Berlin 1923.
- Eine delphische Mirakelinschrift und die antiken Haarwunder (= Sitzungsberichte der Heidelberger Akademie der Wissenschaften, Philosophisch-Historische Klasse. Jahrgang 1924/1925, Nummer 7). Winter, Heidelberg 1925, DOI:10.11588/diglit.38949 (Open Access).
- Die Distichen des Catull. Mohr, Tübingen 1926 (Nachdrucke: Wissenschaftliche Buchgesellschaft, Darmstadt 1964; ebenda 1972; ebenda 1975).
- Studien zu Martial. Literarhistorische und religionsgeschichtliche Untersuchungen (= Tübinger Beiträge zur Altertumswissenschaft. Bd. 4). Kohlhammer, Stuttgart 1928.
- Gebet und Wunder. Zwei Abhandlungen zur Religions- und Literaturgeschichte. Kohlhammer, Stuttgart 1929.
- Fabel, Aretalogie, Novelle. Beiträge zu Phädrus, Petron, Martial und Apuleius (= Sitzungsberichte der Heidelberger Akademie der Wissenschaften, Philosophisch-Historische Klasse. Jahrgang 1930/1931, Nummer 7). Winter, Heidelberg 1931, DOI:10.11588/diglit.40158 (Open Access).
- Menekrates Zeus und Salmoneus. Religionsgeschichtliche Studien zur Psychopathologie des Gottmenschentums in Antike und Neuzeit (= Tübinger Beiträge zur Altertumswissenschaft. Bd. 18). Kohlhammer, Stuttgart 1933.
- Phöbus, Aurora, Kalender und Uhr. Über eine Doppelform der epischen Zeitbestimmung in der Erzählkunst der Antike und Neuzeit (= Schriften und Vorträge der Württembergischen Gesellschaft der Wissenschaften, Geisteswissenschaftliche Abteilung. Band 4). Kohlhammer, Stuttgart 1937.
- Martials Grabepigramm auf den Pantomimen Paris (= Sitzungsberichte der Heidelberger Akademie der Wissenschaften, Philosophisch-Historische Klasse. Jahrgang 1940/1941, Nummer 1). Winter, Heidelberg 1941, DOI:10.11588/diglit.42020 (Open Access).
- Antiphanes und Münchhausen. Das antike Lügenmärlein von den gefrornen Worten und sein Fortleben im Abendland (= Sitzungsberichte der Akademie der Wissenschaften in Wien, Philosophisch-Historische Klasse. Band 220, Nummer 4). Hölder-Pichler-Tempsky, Wien/Leipzig 1942.
- Epigrammstudien I: Epigramm und Pantomimus. Nebst einem Kapitel über einige nicht-epigrammatische Texte und Denkmäler zur Geschichte des Pantomimus (= Sitzungsberichte der Heidelberger Akademie der Wissenschaften, Philosophisch-Historische Klasse. Jahrgang 1944–1948, Nummer 1). Winter, Heidelberg 1948.
- Römische Satiren. Ennius, Lucilius, Varro, Horaz, Persius, Juvenal, Seneca, Petronius. Eingeleitet und übertragen (Bibliothek der Alten Welt). Artemis-Verlag, Zürich 1949 (2., durchgesehene Auflage, ebenda 1962; weitere Ausgabe: Rowohlt, Hamburg 1962).
- Catull. Liebesgedichte und sonstige Dichtungen, lateinisch und deutsch. Neu übersetzt und mit einem Essay „Zum Verständnis des Werkes“, Anhang und Bibliographie (= rororo-Klassiker. Band 64; Lateinische Reihe, Band 1). Rowohlt, Hamburg 1960 (Neuauflage unter dem Titel: Catull. Sämtliche Gedichte, lateinisch und deutsch. Herausgegeben, eingeleitet und übersetzt. Artemis-Verlag, Zürich/Stuttgart 1969).
- Der griechische Liebesroman (Lebendige Antike). Artemis, Zürich 1962.
- Religionsgeschichtliche Studien. Wissenschaftliche Buchgesellschaft, Darmstadt 1968 (enthält die Texte der Monographien „Gebet und Wunder“ von 1929 und „Menekrates Zeus und Salmoneus“ von 1933).
- So nah ist die Antike. Spaziergänge eines Tübinger Gelehrten. R. Piper & Co., München 1970, ISBN 3-492-01850-5.

Aufsatzsammlung
- Ausgewählte Schriften. Unter Mitarbeit von Ulrich Klein herausgegeben von Günther Wille. 4 Bände, Grüner, Amsterdam 1969–1975, ISBN 90-6032-012-3.